# Сергей Виноградов
Вижте пояснителната страница за други личности с името Виноградов.
Сергей Арсениевич Виноградов е руски живописец, реалист, пейзажист и портретист, передвижник, един от основателите на Съюза на руските художници. За известно време е повлиян от импресионизма. Принадлежи към поколението на художниците, чието творчество е неразривно свързано с традициите на пейзажната живопис, заложени от Исак Левитан.

## Биография

### Русия
Сергей Арсениевич Виноградов е роден на 1/13 юли 1869 г. в с. Большие Соли, Костромска губерния на Русия (днес с. Некрасовское, Ярославска област), в семейството на селски свещеник. От 1880 г. учи в [[Московско училище по живопис, Московското училище за живопис, скулптура и архитектура при Иларион Прянишников, Владимир Маковски и Василий Поленов. През 1889 г. получава званието класен художник. През същата година постъпва в Императорската художествена академия при Богдан Вилевалде и Карл Вениг. Учи там само една година и не успява да продължи образованието си, тъй като заболява и се завръща в Москва.
От 1891 художникът живее в Харков и работи като преподавател по рисуване в художествено училище, а след 5 години се връща в Москва. През 1892 г. става член на Обществото на передвижниците. В Москва започва работа като учител по техническо рисуване в Строгановското художествено-промишлено училище.
Участва активно в различни художествени изложби – на Обществото на передвижниците (1892 – 1901), Московското дружество на художниците (1894 – 1895), „36 художника“ (1901 – 1902), „Светът на изкуството“ (1901 – 1903), „Съюза на руските художници“ (1906 – 1923). През 1903 г. става инициатор за създаването и пръв председател на Съюза на руските художници. През 1904 участва в изложба в Дюселдорф, две години по-късно – в дягилевските изложби в Париж и Берлин, а на международната изложба в Мюнхен през 1909 получава златен медал за картината „Лято“. През следващите години показва творбите си на международните изложби във Венеция (1910) и Прага (1914).
През 1912 г. му е присвоено званието академик, а през 1916 става действителен член на Художествената академия. В периода 1915 – 1917 живее и работи в Крим, където отсяда в дачата на приятеля си, художника Константин Коровин, в Гурзуф. По-късно преподава в Стогановското художествено промишлено училище в Москва, след това – в Харков и Рига.

### Латвия
През 1923 г. с група известни руски художници заминава за САЩ за организирането на изложба на руската живопис, подпомогната от Иван Ситин, бивш издател на вестник „Руско слово“. По пътя остава за кратко в Рига, където получава топъл прием от латвийските художници и техния доайен Вилхелмс Пурвитис. На връщане отново спира в града, впечатлен от зеленината, привлекателните старинни сгради и цели улички. Силното въздействие на това място, както и срещата му с Николай Богданов-Белски, който се мести да живее в Рига, предопределят решението му да се установи за постоянно в този град. Той не се връща в Съветска Русия и от 1924 до смъртта си живее и работи в латвийската столица.
В Латвия Виноградов работи много, създава стотици картини, които в наши дни се намират в различни музеи и частни колекции. Първата му изложба там е през 1925 г. Произведенията му са повлияни от импресионизма, а самият той е очарован и повлиян от творчеството на Винсент Ван Гог. В периода 1925 – 1937 излага в престижни международни изложби – в Копенхаген (1927), Прага (1928), Лондон (1935), Белград (1936). Между 1935 и 1937 в Рига са организирани няколко персонални изложби, преминали с голям успех. За времето, през което живее в Латвия създава не по-малко от 250 живописни платна и множество рисунки. През годините на Втората световна война значителна част от тях са изнесени от жена му И. Войцеховска първо в Германия, а след това – в Канада.
Виноградов отделя много време и за обучението на млади художници. Създава свое ателие, където се учат редица, впоследствие известни, майстори на четката. През 1933 г. в Рига успешно се провежда изложба на неговите ученици, които по онова време са 14. Между тях, високо оценени, са Александър Копелович, Н. Казацки, Мартинш Круминш.
Виноградов умира на 5 февруари 1938 г. На панихидата в Катедралния събор „Рождество Христово“ присъстват представители на всични национални групи в рижкото общество, а съборът е препълнен като при най-големите религиозни празници. Погребан е в Покровското гробище в Рига.

## Творчество
Ранните картини на Виноградов са предимно жанрови и с „говорещи“ имена – „Ремонт на баржа“ (1888), „Работнически обяд“ (1890), „Бедняци при църковната ограда“ (1899), „Надничар“ (1897), „Селянка“ (1890), „Пастир“. В тях художникът търси освен сюжета, и пейзажното начало. Част от картините не разказват за някакви събития, а са по-скоро съзерцателни – „Тулски жени“ (1889), „Жени“ (1983), „Жена“ (1890), „Селянка с гребло“ (1891), „Вкъщи“ (1910), „По стърнищата“ (1900).
След ранните си творби художникът се съсредоточава върху върху пейзажа, изпълнен в духа на импресионизма. Особено силно влиянието над творчеството му оказва Василий Поленов, занятията с когото подтикват художника да намери в пейзажната живопис собствена тема – пленер с подчертани ефекти от осветяването при залез. Рисува изменчивостта на природата с изразителни маниери, цветове и фактури и остава верен на лирико-поетичния характер в руския пейзаж от втората половина на 19 век.
Характерен пример е етюдът „Село“ от 1915, изпълнен с ослепителната светлина и искрящия блясък на светъл, свеж пролетен ден. Слънчевите отблясъци падат по покривите, по дървените трупи и прозират през клоните на дърветата. Цветовете са ярки и наситени. В картината се долавя влиянието на Исак Левитан и Абрам Архипов.
Картините, създадени по време на живота му в Крим са изпълнени с ефектно преливане на слънчева светлина и сянка и напомнят на живописта на Архип Куинджи – „Кримски пейзаж“ (1915), „В Алупка. Крим“ (1917), „Морски бряг. Алупка“ (1917), „Червената дача“ (1917) „Крим, цъфтящият май“, „Южна нощ“ и много други.
Виноградов е олицатворение на ненаситното търсене на силната и правдива комбинация от светлина и цветове. Това напълно основателно се отнася към такива негови произведения като „Пристан на Волга“ (1885), „На Волга“ (1889), „Есен“ (1898), „Пристанище. Архангелск“ (1903), „Лятна дача“, „На балкона“, „В слънчев ден“, „Хамбари“ (1910), „Пролет“ (1911), „На границите на имението“, „Горещ ден“, „Дамата на балкона“ (1917) и много други.
Автор е на пленерни лирични пейзажи, като „Северно село“ (1902), „Имението през есента“ (1907), на интериори – „Вечерен интериор“ (1911), „Вкъщи“ (1914), „Алупка“ (1917) и портрети – „Портрет на Константин Константинович Первухин“ (1893). В периода 1914 – 1917 създава патриотични плакати на тема Първата световна война.
Много от работите, създадени от Виноградов в Латвия, отразяват впечатленията му от пътуванията в областта Латгале. На изложба през 1936 г. той представя над 60 картини, посветени на този край – „Латгалски пейзаж. Шосе“ (1925), „Двина в Краслава“, „Латгалско имение“, „Стогодишни къщи в Краслава“ и други. Художникът е привлечен и от Псковско-Печорския край, във времето, когато още принадлежи на Естония. От пътешествията му в този район, богат на исторически паметници, се появяват такива работи като „Общ вид на манастира“, „Псковско-Печорският манастир“ (1928), „Древни стени. Псоко-Печорски манастир“ (1928), „Голямата камбанария“, „При чудотворната икона“ и други.
В културния живот на Латвия Виноградов е известен и като публицист. Немалко статии във вестник „Днес“ принадлежат на неговото перо. Описва главно спомените си от срещи с известни дейци на културата и меценати – „Срещи с Лев Толстой“, „Художниците братя Коровини“, „С.И. Шчукин. Спомен за забележителния московски колекционер“, „Московски меценати“, „Моите професори“. Разказва и за руския бит и култура – „Великден в Москва“ и други.
- Пейзажи
- Езеро
- Вход към имението през зимата
- Пролетен пейзаж
- Замоскворечие. Църквата „Възкресение Христово“ в Кадаши (1920)
- Камбанарията на Псковско-Печорския манастир (1929)
- На дачата (1932)

- Образи
- Жена в балтийски костюм
- Тулски жени (1889)
- Жена (1890)
- Предачка (1895)
- Селски момчета (1895)
- Надничар (1897)

- Плакати за Първата световна война
- 1914 г.
- 1914 г.
- 1915 г.
- 1916 г.